# Yimnashana ceylonica
Yimnashana ceylonica är en skalbaggsart som beskrevs av Stefan von Breuning 1961. Yimnashana ceylonica ingår i släktet Yimnashana och familjen långhorningar.
Artens utbredningsområde är Sri Lanka. Inga underarter finns listade i Catalogue of Life.